# 러시아의 헤르손주 점령
헤르손 군민행정부(러시아어: Херсонская военно–гражданская администрация)는 2022년 3월 2일 러시아의 우크라이나 침공 당시 탄생한 행정부다. 서방권에서는 러시아의 헤르손주 점령이라고 부르기도 한다. 헤르손 전투 이후에 우크라이나 헤르손과 헤르손주가 러시아군에 점령되면서, 우크라이나 헤르손주는 러시아 정부와 러시아 연방군이 실질적으로 통치하고 있다. 2022년 5월 중순, 헤르손 군민행정부는 러시아 연방에 통합하고자 하는 목표를 가지고 있다고 선언했다. 현재 헤르손 군민행정부는 평화와 질서를 위한 구국위원회와 블라디미르 살도가 이끌고 있다.

## 같이 보기
- 러시아의 점령지